# Савостин, Алексей Сергеевич
Алексей Сергеевич Савостин (род. 3 октября 1988 года, Волгоград) — российский легкоатлет, специализирующийся в прыжках в высоту и тройном прыжке. Чемпион Сурдлимпийских игр 2009 года в тройном прыжке. Серебряный призёр Сурдлимпийских игр 2009 года в прыжках в высоту. Двукратный бронзовый призёр Сурдлимпийских игр 2013 года в тройном прыжке и прыжках в высоту. Многократный победитель и призёр чемпионатов мира, Европы и России среди глухих спортсменов. Заслуженный мастер спорта России (2010). Обладатель мирового рекорда в тройном прыжке среди глухих спортсменов — 15,51 м (2009).

## Биография
Алексей Сергеевич Савостин родился 3 октября 1988 года в Волгограде. Мать — Наталья Серафимовна Савостина, директор волгоградской спортивной школы олимпийского резерва № 10. Алексей потерял слух в три года, но позже научился говорить и окончил обычную среднюю школу.
Начал заниматься лёгкой атлетикой в СДЮСШОР № 10, где работала мать. Тренировался под руководством Бориса Николаевича Горькова. В 2006 году впервые принял участие в соревнованиях для инвалидов по слуху, проходивших в Саранске. В 2007 году был приглашён в состав Сурдлимпийской сборной России. В дальнейшем был неоднократным победителем и призёром чемпионатов России среди глухих спортсменов.
В 2007 году на чемпионате Европы среди глухих спортсменов в Софии победил в тройном прыжке и стал серебряным призёром в прыжках в высоту. В 2008 году на чемпионате Европы в Генуе победил в прыжках в высоту, стал серебряным призёром в тройном прыжке, а затем завоевал две серебряных медали в тех же дисциплинах на чемпионате мира в Измире.
В 2009 году на Сурдлимпийских играх в Тайбэе победил в тройном прыжке, а также завоевал серебряную медаль в прыжках в высоту. За эти достижения ему было присвоено звание «Заслуженный мастер спорта России».
В 2011 году окончил факультет заочного обучения Волгоградской государственной академии физической культуры по специальности «физическое воспитание». В 2017 году получил второе высшее образование.
В 2012 году победил на чемпионате мира в прыжках в высоту. В 2013 году на Сурдлимпийских играх в Софии дважды стал бронзовым призёром — в тройном прыжке и прыжках в высоту.
Не выполнил квалификационный норматив для участия в Сурдлимпийских играх 2017 года в Самсуне.

## Основные результаты
| Год  | Соревнования        | Место проведения             | Дисциплина | Место | Результат |
| ---- | ------------------- | ---------------------------- | ---------- | ----- | --------- |
| 2009 | Сурдлимпийские игры | Тайбэй, Китайская Республика | тройной    | 1     | 15,51 м   |
| 2009 | Сурдлимпийские игры | Тайбэй, Китайская Республика | высота     | 2     | 2,05 м    |
| 2013 | Сурдлимпийские игры | София, Болгария              | тройной    | 3     | 14,59 м   |
| 2013 | Сурдлимпийские игры | София, Болгария              | высота     | 3     | 2,05 м    |

## Награды и звания
- Почётное звание «Заслуженный мастер спорта России» (2010).
- Медаль ордена «За заслуги перед Отечеством» II степени (2012)[14].